# Speleoticus libo
Espèce
Synonymes
- Nesticus libo Chen & Zhu, 2005

Speleoticus libo est une espèce d'araignées aranéomorphes de la famille des Nesticidae.

## Distribution
Cette espèce est endémique du Guizhou en Chine,.

## Étymologie
Son nom d'espèce lui a été donné en référence au lieu de sa découverte, le xian de Libo.

## Publication originale
- Chen & Zhu, 2005 : A new species of the spider genus Nesticus from the cave of China (Araneae, Nesticidae). Acta Zootaxonomica Sinica, vol. 30, p. 735-736.